# Inge Hermansson
Inge Brynolf Hermansson, född 16 augusti 1945 i Kalmar, är en svensk före detta friidrottare (mångkamp). Han vann SM-guld i tiokamp år 1972. Han tävlade för KA 2 IF.